# Тарба, Аилин Дугович
Аилин (Айлим) Дугович Тарба (1898—1952) — советский хозяйственный, государственный и политический деятель, участник Великой Отечественной войны, бригадир колхоза имени Берия (с 1953 года колхоз «Дурипш») Гудаутского района Абхазской АССР, Грузинская ССР. Герой Социалистического Труда (21.02.1948).
Участник Великой Отечественной войны.

## Биография
Родился в 1898 году в селе Дурипш Сухумского округа Кутаисской губернии (ныне — Гудаутский район Республика Абхазия). Абхаз, представитель фамилии Тарба, проживающие компактно в Дурипше.
С ранних лет приобщился к крестьянскому труду. С началом коллективизации сельского хозяйства одним из первых среди односельчан вступил в колхоз имени Берия, где работал бригадиром полеводческой бригады. Помимо основной культуры — зелёного чайного листа, его бригада выращивала кукурузу и постоянно соревновалась с бригадой Касея Тания. участник Великой Отечественной войны, награждён медалью «За оборону Кавказа». После войны вернулся в колхоз.
По итогам работы в 1947 году бригада Аилина Тарба получила урожай кукурузы 72,9 центнера с гектара на площади 6 гектаров, поскольку передовое звено Темура Тарба получило урожай 112,6 центнера с гектара, приблизившись к мировому рекорду.
Указом Президиума Верховного Совета СССР от 21 февраля 1948 года за получение высоких урожаев кукурузы и пшеницы в 1947 году Тарба Аилину Дуговичу присвоено звание Героя Социалистического Труда с вручением ордена Ленина и золотой медали «Серп и Молот».
Этим же Указом званием Героя Социалистического Труда были награждены труженики колхоза имени Берия звеньевые Мурад Джисипович Тарба,  Темур Тугович Тарба и Хошид Дугович Тарба.
Аилин Тарба продолжал трудиться в родном колхозе, возглавляемом председателем Г. Ш. Ардзинба, до своей кончины.
Аилин Дугович является старшим братом Хошида Тарба.
Проживал в родном селе Дурипш в Гудаутском районе. Умер в 1952 году.

## Награды
- Золотая медаль «Серп и Молот» (21.02.1948)
- орден Ленина (21.02.1948)
- Медаль «За оборону Кавказа»[1]
- Медаль «За победу над Германией в Великой Отечественной войне 1941—1945 гг.» (9 мая 1945[2])
- Медаль «За трудовую доблесть»
- Медаль «В ознаменование 100-летия со дня рождения Владимира Ильича Ленина»
- Медаль «Ветеран труда»
- медали Всесоюзной сельскохозяйственной выставки (ВСХВ)
- и другими

## Память
- На могиле установлен надгробный памятник.
- Его имя увековечено в Главном Храме Вооружённых сил России, и навсегда запечатлено на мемориале «Дорога памяти»